# Šopron
Šopron, Šapruon (kod Hrvata u Koljnofu), Šopruonj (kod Hrvata u Umoku) (mađ. Sopron, njem. Ödenburg, lat.: Scarbantia)  je grad u Đursko-mošonjsko-šopronskoj županiji čije je zajedno s Jurom i središte.

## Zemljopis
Šopron se nalazi u zapadnom dijelu Mađarske na granici s Austrijom jugozapadno od Nežiderskog jezera. Od Beča je udaljen 60km a od Budimpešte 220km.

## Povijest
Prostor današnjeg Soprona i okolice bio je naseljen još u prapovijesno doba, a u doba antičkog Rima ovdje već postoji utvrđeni grad, kao dio pograničnog dijela carstva. U 9. stoljeću na ovim prostorima se naseljavaju Mađari, a već 1153. godine Šopron se spominje kao značajan srednjovjekovni grad.
1529. godine Turci su zauzeli veći dio mađarskih teritorija izuzev zapadih krajeva. Budući da je Šopron upravo bio tu, grad prima mnogo izbjeglica. Postaje značajno utvrđenje Habsburga u borbi protiv Turaka i grad postupno jača. 1676. godine grad je zahvatio veliki požar, nakon kojeg će se gradske zgrade izgraditi u baroknom stilu,  koje su i danas. Grad također postaje višenarodni, pošto se u gradu naseljavaju Nijemci i Židovi. I jedni i drugi će nestati zahvaljujući Drugom svjetskom ratu.
Poslije sloma Austro-Ugarske 1918. godine, veći dio okruženja s pretežnim njemačkim stanovništvom priključen je novoosnovanoj Austriji, a grad s nekoliko najbližih sela je gradskim prebiscitom vraćen Mađarskoj. Time je dobiven tzv. "Šopronski džep", tj. omalena teritorija Mađarske s tri strane okružena Austrijom. Ovo će se osobito teško osjetiti tijekom hladnog rata, kojim će ova granica postati veoma jaka barijera pa će se grad naći u teškom položaju i stagnirati nekoliko desetljeća.

## Stanovništvo
Prema podacima iz 1910. godine grad je imao 33.932 stanovnika (prema jeziku većina je govorila njemački 51%,  mađarski 44,3% i 4,7% ostali). Religija: 64,1% rimokatolici, 27,8% luterani, 6,6% židovi, 1,2% kalvinisti i 0,3% ostali Godine 2001. grad je imao 56.125 stanovnika (92,8% mađari, 3,5% Nijemci, 3,7% ostali). Religija: 69% rimokatolici, 7% luterani, 3 kalvini, 8,1% ateisti, 11,9% nema odgovora, 1% ostali.

## Gradovi prijatelji
| - Njemačka Bad Wimpfen - Italija Bolzano - Austrija Eisenstadt - Austrija Wiener Neustadt - Bugarska Veliko Turnovo - Izrael Eilat | - Njemačka Kempten im Allgäu - Rumunjska Mediaş - Švicarska Rorschach - Finska Seinäjoki - Japan Kazuno - Grčka Sparta |

## Kultura
- Hrvatski šopronski dani, kulturna manifestacija hrvatske manjine

## Poznate osobe
- Franz Liszt, skladatelj
- Béla Bartók, skladatelj.
- Franz von Suppè, skladatelj.
- László Rátz, matemtičar
- Georg Trakl, pjesnik
- Mátyás Rákosi, političar
- Joseph Stipsicz zu Ternowa (Ternova), general habsburške vojske[6]

## Vanjske poveznice
- Službena stranica